# Caffrowithius simplex
Caffrowithius simplex är en spindeldjursart som först beskrevs av Beier 1955.  Caffrowithius simplex ingår i släktet Caffrowithius och familjen blindklokrypare. Inga underarter finns listade.